# Kalju Kangur
Kalju Kangur (auch Kaljo, * 25. Oktober 1925 in Vana-Kuuste, Gemeinde Kambja; † 15. Januar 1989 in Tartu) war ein estnischer Dichter, Kinderbuchautor und Übersetzer.

## Leben
Kangur besuchte von 1939 bis 1944 das Hugo-Treffner-Gymnasium in Tartu und hatte danach diverse Anstellungen im Verwaltungsbereich und als Buchhalter. Seit 1955 war er freiberuflicher Schriftsteller und seit 1960 Mitglied des Estnischen Schriftstellerverbands.

## Werk
Kangur debütierte während der deutschen Besatzung von Estland mit Gedichten in der Zeitung Postimees, was ihm nach dem Zweiten Weltkrieg gewisse Schwierigkeiten bereitete, da er „zur falschen Zeit am falschen Ort“ publiziert worden war. Danach veröffentlichte er seine Gedichte lange Zeit in Periodika, ehe 1957 seine erste Buchveröffentlichung erscheinen konnte.
Kangurs Dichtung ist meditativ und häufig dem Genre der Naturlyrik zuzuordnen. Auffällig ist die Konzentration auf strenge metrische Form und Reim, worin eine Anknüpfung an die Arbujad, die vor Ausbruch des Zweiten Weltkriegs eine Erneuerung der estnischen Lyrik verkörperten, gesehen werden kann. Besonders pflegte er die Form des italienischen Sonetts, überhaupt ist er der estnische Dichter, der die meisten Sonette auf seinen Namen verbuchen kann.
Außerdem hat Kangur russische Lyrik ins Estnische übertragen.

## Bibliografie

### Gedichtbände
- Mööda jalgteid ('Entlang der Fußwege'). Tallinn: Eesti Riiklik Kirjastus 1957. 75 S.
- Üksainus rukkipea ('Eine einzige Roggenähre'). Tallinn: Eesti Riiklik Kirjastus 1959. 80 S.
- Kivid ja kajad ('Steine und Echos'). Tallinn: Eesti Raamat 1968. 72 S.
- Vale mees vaadis ('Der falsche Mann im Fass'). Tallinn: Eesti Raamat 1973. 80 S.
- Härmalõngad ('Spinnweben'). Tallinn: Eesti Raamat 1977. 116 S.
- Sonetid ('Sonette'). Tallinn: Eesti Raamat 1979. 135 S.
- Portselantantsud ('Porzellantänze') 1979. Tallinn: Eesti Raamat 1981. 74 S.
- Möödumatus ('Unvergänglichkeit'). Tallinn: Eesti Raamat 1982. 55 S.
- Sel sajusel suvel ('In jenem regnerischen Sommer'). Tallinn: Eesti Raamat 1984. 93 S.
- Sõna sees olek ('Im Wort sein'). Tallinn: Eesti Raamat 1994. 96 S.

### Prosa, Essays
- Puud, mis virvendavad lindude laulust ('Bäume, die vom Gesang der Vögel zappeln'). Tallinn: Eesti Raamat 1966. 76 S.
- Päikesepaiste krobelistel kuusetüvedel ('Sonnenschein auf schorfigen Fichtenstämmen'). Tallinn: Eesti Raamat 1975. 184 S.
- Juturaamat ('Geschichtenbuch'). Tallinn: Eesti Raamat 1986. 189 S.
- Põgenemisruum. Ühe ametniku lugu ('Fluchtraum. Geschichte eines Beamten'). Romaan. Tallinn: Eesti Raamat 1988. 173 S.

### Kinderliteratur
- Konnakübar ('Der Froschhut'). Tallinn: Eesti Riiklik Kirjastus 1963. 24 S.
- Hajameelne tramm ('Die zerstreute Straßenbahn'). Tallinn: Eesti Raamat 1966. 52 S.
- Timbu-Limbu õukond ja lumemöldrid ('Timbu-Limbus Hofstaat und die Schneemüller'). Tallinn: Eesti Raamat 1969. 44 S.
- Kuningalinna lood ('Geschichten der Königsstadt'). Tallinn: Eesti Raamat 1973. 40 S.
- Laulumaja ('Das Liederhaus'). Tallinn: Eesti Raamat 1977. 24 S.
- Kuuldsed krabid ('Die goldenen Krabben'). Tallinn: Eesti Raamat 1982. 29 S.
- Unenäod kristallkohvris ('Träume im Kristallkoffer'). Tallinn: Eesti Raamat 1979. 33 S
- Punaste traksidega koer ('Der Hund mit den roten Hosenträgern'). Tallinn: Eesti Raamat 1984. 32 S.

## Deutsche Übersetzungen
Auf Deutsch liegt ein Buch vor:
- Timbu-Limbus Hofstaat und die Schneemüller. Illustrationen von Asta Vender. Deutsch von Helga Viira. Tallinn: Eesti Raamat 1972. 40 S. (Fünfte Auflage 1984)[5]